# Comité Spaak

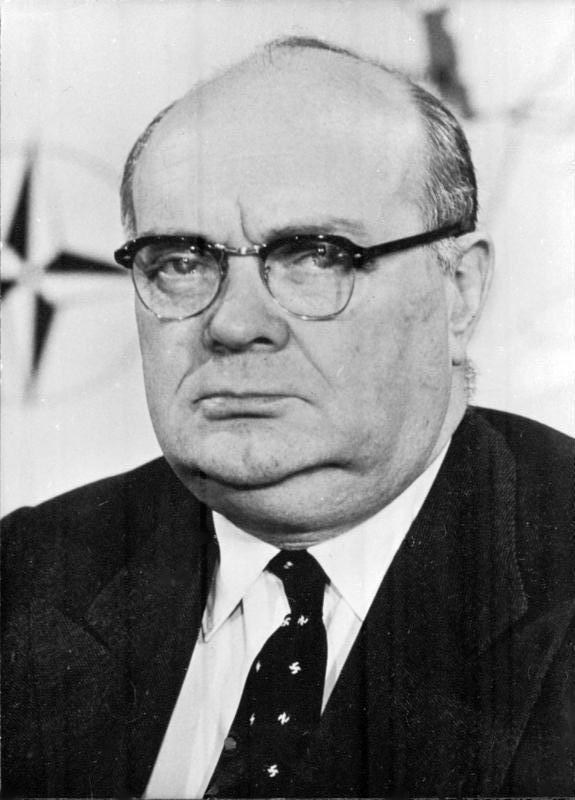
Paul-Henri Spaak.

El Comité Spaak fue una Conferencia intergubernamental puesta en marcha por los Ministros de Asuntos Exteriores de los seis países que formaban la Comunidad Europea del Carbón y del Acero (CECA), como resultado de la Conferencia de Mesina de 1955. El Comité Spaak desarrolló sus trabajos entre el 9 de julio de 1955 y el 20 de abril de 1956, fecha en la que los seis delegados de los países de la CECA aprobaron la redacción final del Informe Spaak. Los trabajos del Comité giraron en torno a dos temas principales: la creación de un mercado común europeo y el establecimiento de una Comunidad Europea para el uso y aprovechamiento de la energía atómica con fines pacíficos.

## Miembros
La dirección del Comité estaba integrada por uno de los padres fundadores de la Unión Europea (UE) Paul-Henri Spaak y seis delegados correspondientes a los seis países de la CECA, así como un representante de Reino Unido, Russell Bretherton y otro representante de la Alta Autoridad de la CECA pero con carácter únicamente observador.

## Objetivos
Los diferentes comités examinaron los aspectos relativos al mercado común, a la mecánica de las inversiones, a los asuntos sociales, al uso de la energía nuclear y convencional, al transporte público y a las obras públicas. Por otra parte, se pondrían en marcha múltiples subcomités altamente especializados para tratar materias relacionadas con la unión aduanera o la energía nuclear.
El mercado común fue el tema principal a tratar por el Comité, pese a que también surgió la cuestión agrícola. Por otra parte, se analizó el asunto del transporte y el uso de la energía convencional. En noviembre de 1955, el Comité se concentró en la elaboración de un sistema de mercado común basado en la eliminación de las barreras comerciales entre los países miembro, el establecimiento de un arancel exterior común, la armonización social y financiera, y la creación de unas instituciones permanentes.

## Resultados
El 6 de septiembre de 1955, en la Conferencia de Noordwijk, Spaak presentó la versión provisional del informe Spaak. En octubre del mismo año, el Reino Unido decidió abandonar el Comité Spaak, dada su oposición al establecimiento de una unión aduanera, y su negativa a confiar tecnología nuclear al Euratom. En aquella fase, el Reino Unido tenía suficiente con pertenecer a la CECA, y no deseando ir más allá, retiró a su representante del Comité el 7 de noviembre de 1955.
Los días 11 y 12 de febrero de 1956, los ministros de Asuntos Exteriores de la CECA se reunieron en Bruselas para acordar la versión definitiva del Informe Spaak, que les sería entregado el 21 de abril de 1956.
De esta manera, el Informe Spaak sería aprobado en la Conferencia de Venecia, celebrada durante los días 29 y 30 de mayo de 1956, y en la que a su vez se convocó la Conferencia intergubernamental sobre el Mercado Común y Euratom, reunida en el Castillo de Val-Duchesse (Bruselas) durante el mes de julio de 1956.
Tales conferencias desembocarían en la celebración de los Tratados de Roma, que se firmarían en 1957, y por los que se establecería la Comunidad Económica Europea (CEE) y la Comunidad Europea de la Energía Atómica (Euratom), integradas por los miembros de la Comunidad Europea del Carbón y del Acero.